# Cutzaro
Cutzaro, también conocida como Cútzaro o Cúzaro (del purépecha: Cutzari ‘Arenal’), es una localidad mexicana situada en el estado de Michoacán, dentro del municipio de Acuitzio.

## Geografía
La localidad de Cutzaro se ubica dentro del municipio de Acuitzio, a 4.4 km al sur de la cabecera municipal, Acuitzio del Canje. Se encuentra sobre las coordenadas: 19°26′52″N 101°20′03″O / 19.44778, -101.33417; a una altura media de 2244 m s. n. m.
Abarca un área aproximada de 1.6 km².

## Demografía
De acuerdo con el censo realizado en 2020 por el Instituto Nacional de Estadística y Geografía (INEGI), en Cutzaro había un total de 526 habitantes, de los que 265 eran hombres y 261 eran mujeres.
Dentro de la localidad había un total de 168 viviendas, de las cuales, 137 estaban habitadas.

### Evolución demográfica
En 2020, la localidad tuvo una disminución del 2.4 % de su población con respecto al censo anterior en 2010.
| Gráfica de evolución demográfica de Cutzaro entre 1900 y 2020 |
|                                                               |
| Fuente: Instituto Nacional de Estadística y Geografía.        |